# Kazakstan temyr żoły
Kazakstan temyr żoły (KTŻ) (kaz. Қазақстан темір жолы) – państwowy przewoźnik kolejowy w Kazachstanie. Największa spółka kolejowa w Kazachstanie.

## Sieć i tabor

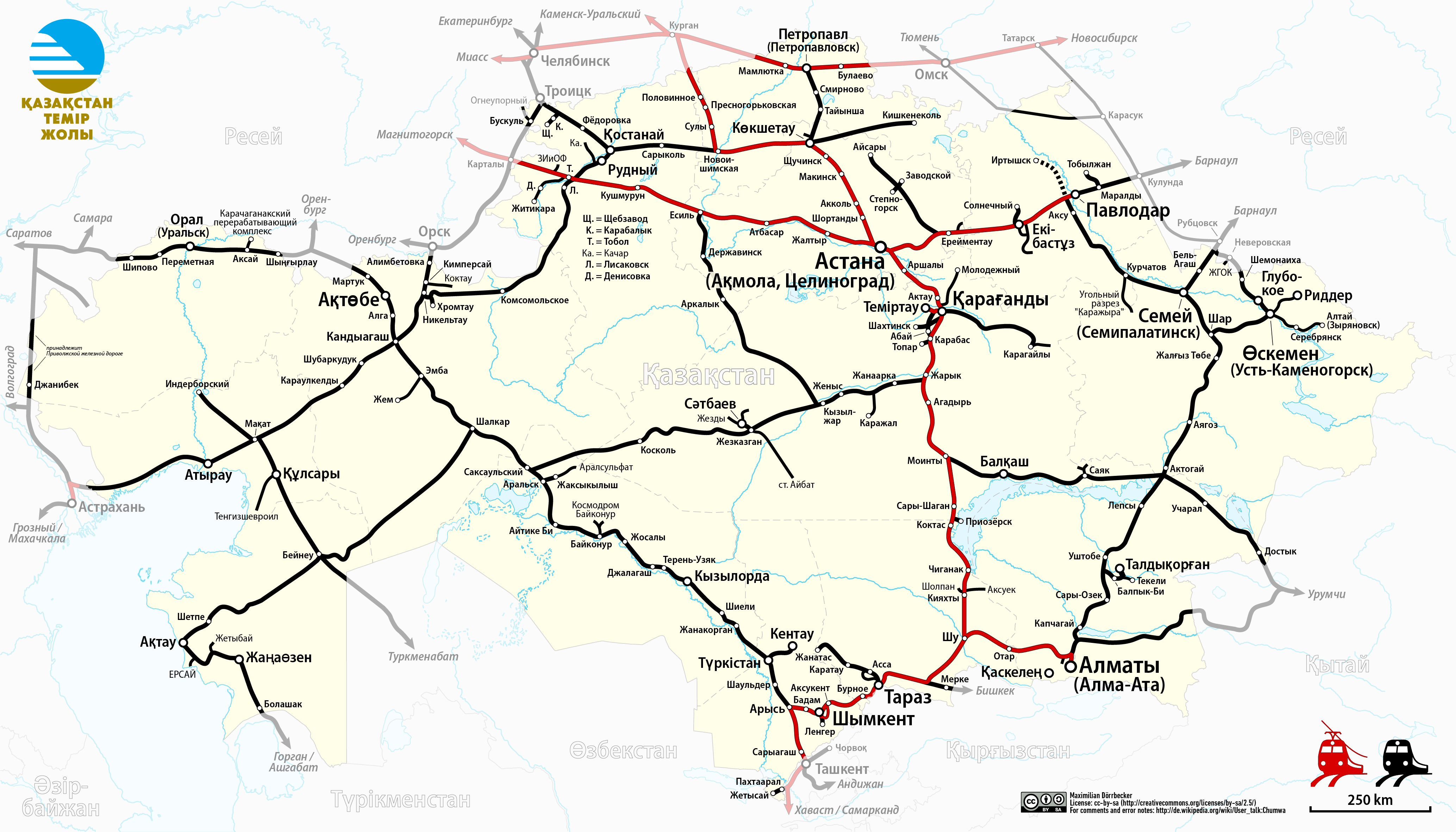
Sieć kolejowa w Kazachstanie

Rozstaw szyn w Kazachstanie, podobnie jak w innych byłych republikach radzieckich, wynosi 1520 mm. Szerokość ta stosowana jest we wszystkich sąsiednich krajach, oprócz Chin, co ułatwia komunikację międzynarodową. Sieć w 2005 roku miała około 15 000 km torów kolejowych w tym 3000 km zelektryfikowanych 25 kV 50 Hz AC. KTŻ zarządza 80 000 wagonami wśród nich 50 000 należą do KTŻ.

## Działalność
Firma zatrudnia około 79 000 pracowników. Mimo że większość przewozów odbywa się po liniach niezelektryfikowanych, to KTŻ jest rentowna.

## Tranzyt
Umiejscowienie Kazachstanu powoduje, że odgrywa on dość ważną rolę w transporcie pomiędzy Europą a Chinami. Szerokość torów taka sama jak w Rosji bardzo ułatwia transport pomiędzy tymi krajami, gorzej jednak jest w przypadku granicy kazachsko-chińskiej, gdyż konieczna jest tu wymiana wózków na normalnotorowe. KTŻ angażuje się jednak w projekt budowy magistrali normalnotorowej umożliwiającej przejazd z Europy do Chin bez konieczności wymiany wózków. Transport kolejowy pozwala na prawie dziesięciokrotne skrócenie czasu przejazdu w porównaniu z transportem morskim. Podobny projekt powstał już w 1930, jednakże został wówczas zablokowany przez Stalina.